# Futbol amerykański na World Games 2017
Futbol amerykański na World Games 2017 we Wrocławiu, rozgrywany był jako sport pokazowy w dniach 22 - 24 lipca na Stadionie Olimpijskim. Złoty medal wywalczyła reprezentacja Francji, srebro przypadło Niemcom a brązowy medal zdobyła reprezentacja USA. W turnieju udział wzięły 4 drużyny. Mecze półfinałowe odbyły się 22 lipca, natomiast mecz o 3. miejsce oraz finał zawodów odbyły się 24 lipca.

## Wyniki zawodów

### Półfinały
| Drużyna           | I Kwarta | II Kwarta | III Kwarta | IV Kwarta | Łącznie |
| ----------------- | -------- | --------- | ---------- | --------- | ------- |
| Stany Zjednoczone | 0        | 7         | 6          | 0         | 13      |
| Niemcy            | 0        | 7         | 0          | 7         | 14      |

| Drużyna | I Kwarta | II Kwarta | III Kwarta | IV Kwarta | Łącznie |
| ------- | -------- | --------- | ---------- | --------- | ------- |
| Polska  | 0        | 2         | 0          | 0         | 2       |
| Francja | 7        | 14        | 7          | 0         | 28      |

### Mecz o 3. miejsce
| Drużyna           | I Kwarta | II Kwarta | III Kwarta | IV Kwarta | Łącznie |
| ----------------- | -------- | --------- | ---------- | --------- | ------- |
| Stany Zjednoczone | 0        | 7         | 0          | 7         | 14      |
| Polska            | 0        | 0         | 7          | 0         | 7       |

### Finał
| Drużyna | I Kwarta | II Kwarta | III Kwarta | IV Kwarta | Łącznie |
| ------- | -------- | --------- | ---------- | --------- | ------- |
| Francja | 0        | 7         | 0          | 7         | 14      |
| Niemcy  | 0        | 6         | 0          | 0         | 6       |

## Zestawienie końcowe zawodów
|         |        |                   | 4. miejsce |
| Francja | Niemcy | Stany Zjednoczone | Polska     |